# Pueblo ganda
El pueblo ganda (también conocido como baganda, luganda, waganda) es una cultura de habla bantú y el grupo étnico más numeroso de Uganda, equivalente al 16,5% de todo el país. Fundaron entre otros el poderoso reino de Buganda, que dio nombre a la actual Uganda y llegó a ser el más influyente de África Oriental entre los siglos XVIII y XIX. Con casi 8 millones y medio de integrantes, la etnia ganda también está presente en otros países de África como Tanzania y Kenia; además de contar con importantes comunidades en el extranjero, principalmente en el Reino Unido, los Estados Unidos y Canadá. Su origen se remonta a las primeras poblaciones de los lagos centrales de África y su fundación se atribuye a Sekabaka Kintu, primer gran kabaka (rey) de los ganda. La evolución política, social y económica del pueblo ganda ejerció gran influencia en la historia de Uganda.

## Idioma

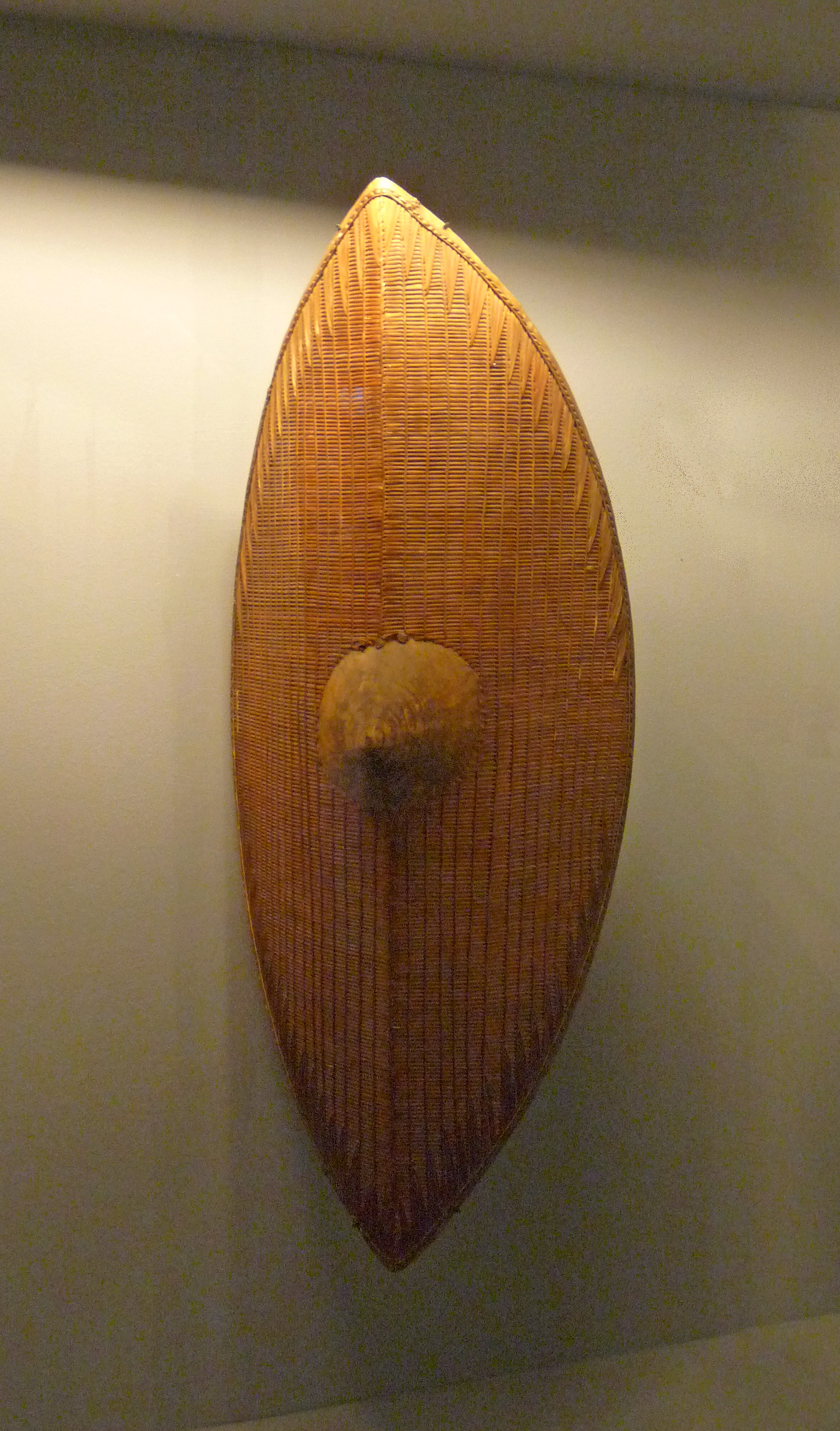
Escudo guerrero ganda (Musée du quai Branly)

El ganda o luganda, idioma de la etnia, pertenece a la familia de las lenguas bantúes lacustres orientales. Fue la primera entre estas lenguas en ser normalizada y se estima que el 39% de los ugandeses la entienden. Tiene aproximadamente 8.543.000 hablantes en todo el mundo, producto de la emigración. La mayoría habita en el país nativo, Uganda (8.419.000), hay otras comunidades en territorio africano como en Tanzania (58.000) y Kenia (51.000). En Europa existe una población de 3.500 personas que hablan ganda en Reino Unido. Finalmente en los Estados Unidos de América se contabilizan 8.300 personas de habla ganda y 2.400 en Canadá.

## Etimología
Siguiendo las normas establecidas en 1930 para la interpretación de lenguas africanas sin una ortografía reconocida, el especialista Pathé Digane recomienda escribir "un ganda, algo de Ganda, el idioma de Ganda, las costumbres de Ganda" en lugar de arriesgarse a elegir entre Muganda, Baganda, Luganda o Kiganda. Incluso entiende que se puede escribir 'país de Ganda' o 'reino de Ganda' al mismo tiempo que Buganda.
Para el africanista español José Luis Cortés López el significado de ganda es “ciudadano guerrero” y por lo tanto Buganda será “el país de los guerreros”, nombre que se habría dado la propia etnia para atemorizar a sus enemigos.
Diversos autores interpretan que el nombre Uganda es un derivado del antiguo reino de Buganda, sólo que dicho en suajili y no en lengua luganda.

## Territorio

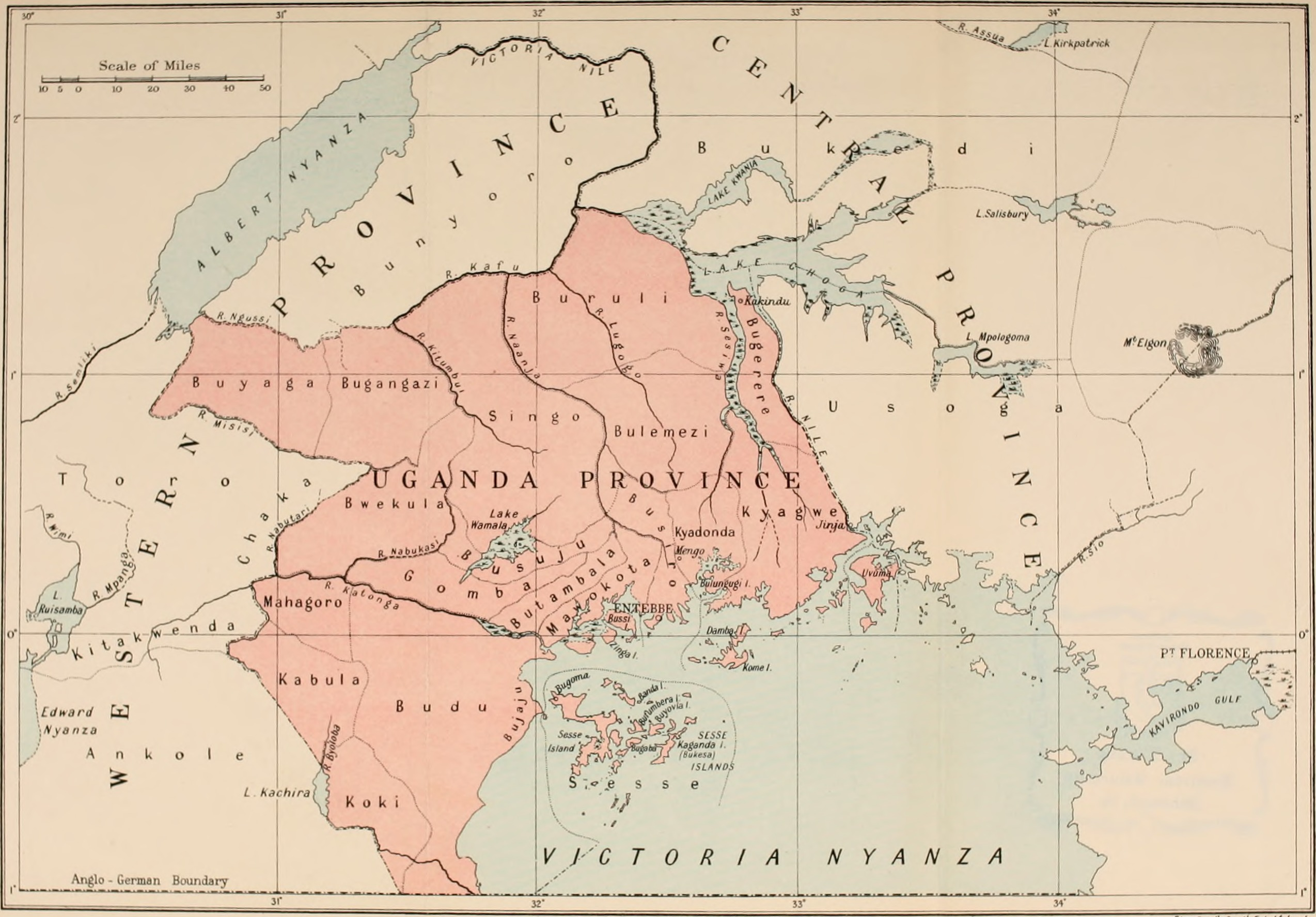
Límites de Buganda

Distribuidos por toda Uganda, las principales comunidades del pueblo ganda están al noroeste del lago Victoria, entre los ríos Nilo y Katonga.

## Historia

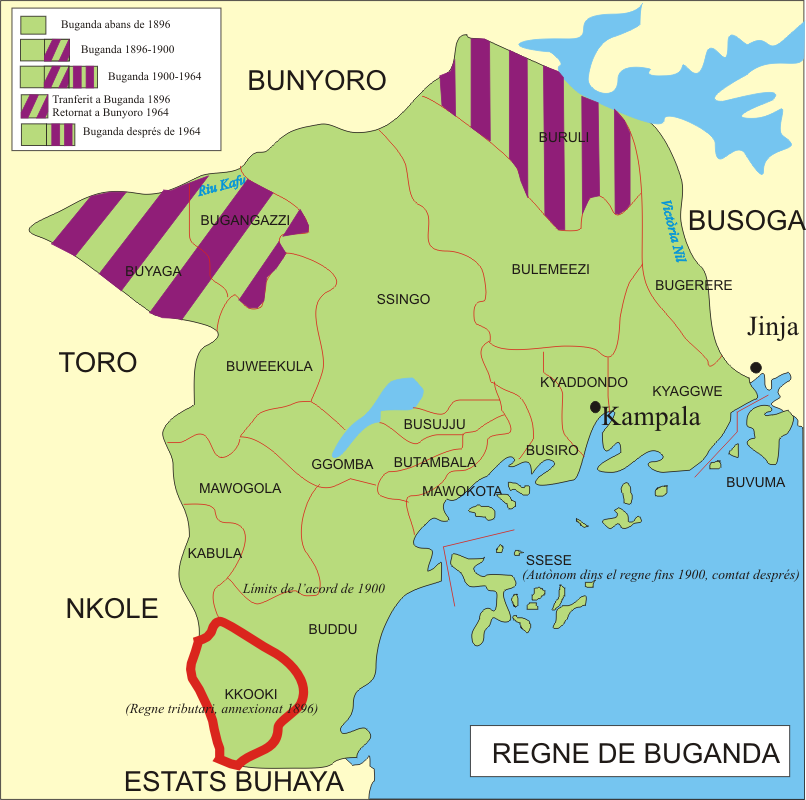
Buganda1896-1964

### Origen
Sobre al año 500 a. C. se sitúa la presencia de pueblos de habla bantú en el suroeste de la actual Uganda, territorios del noroeste del lago Victoria. Las tierras del Valle del Rift favorecían la agricultura por su fertilidad y clima. Sobre el 400 a. C. se construyen herramientas de hierro que se aplican a la agricultura a la vez que se inicia la actividad minera que la sustente. También dominaban la pesca.  La sedentarización aumentó la población de habla bantú que comenzó a organizarse y desplazar a los pueblos cazadores-recolectores (más dispersos) hacia zonas de mayor altitud  y menor fertilidad para la agricultura. Hacia el año 1.000 esa población bantú tendría un cierto grado de organización social y política consolidada en territorios de toda la actual Uganda.
Estos primeros habitantes fueron llamados por otros pueblos de la región los banansagwa, o sea “los que han sido encontrados en el lugar”. Estos banansagwa se organizaban en clanes patriarcales, exógamos y totémicos. Aparentemente procedían de la zona de Kisumu (noreste del lago Victoria en Kenia) y el monte Elgon (al norte del mismo lago y en la actual frontera entre Uganda y Kenia).
Por causas desconocidas otros clanes totémicos salieron del monte Elgon y el lago Victoria hacia las tierras de los banansagwa. Migración en oleadas que algunos autores sitúan entre el año 1.100 y 1.400 y otros entre el siglo XII y XVI.  Eran también agricultores y tenían tótems con nombres de animales de presa o plantas que construían aldeas de chozas en forma de colmena. Según la tradición oral, su líder y fundador del pueblo ganda fue Sekabaka Kintu (Kebaka Kintu, Kintu). Mítico fundador de los clanes Kintu de habla bantú de Buganda. Siempre según la tradición, fue seguido de los clanes bantúes más poderosos, el del león y el del leopardo. Al llegar al sur del lago Kyoga se enfrentaron con la jefatura más potente de la región, Buddu cuyo rey se llamaba Bemba. Kintu venció y sus clanes se organizaron en varios pequeños reinos, incluido Buganda.
No se sabe si realmente existió un hombre llamado Kintu, pero la tradición sostiene que fue el único habitante de Buganda hasta que Ggulu, o Dios, envió a su hija, Nnambi, a casarse con Kintu y poblar la región. Kintu significa "primer hombre" en el idioma buganda bantú.

### Reino de Buganda

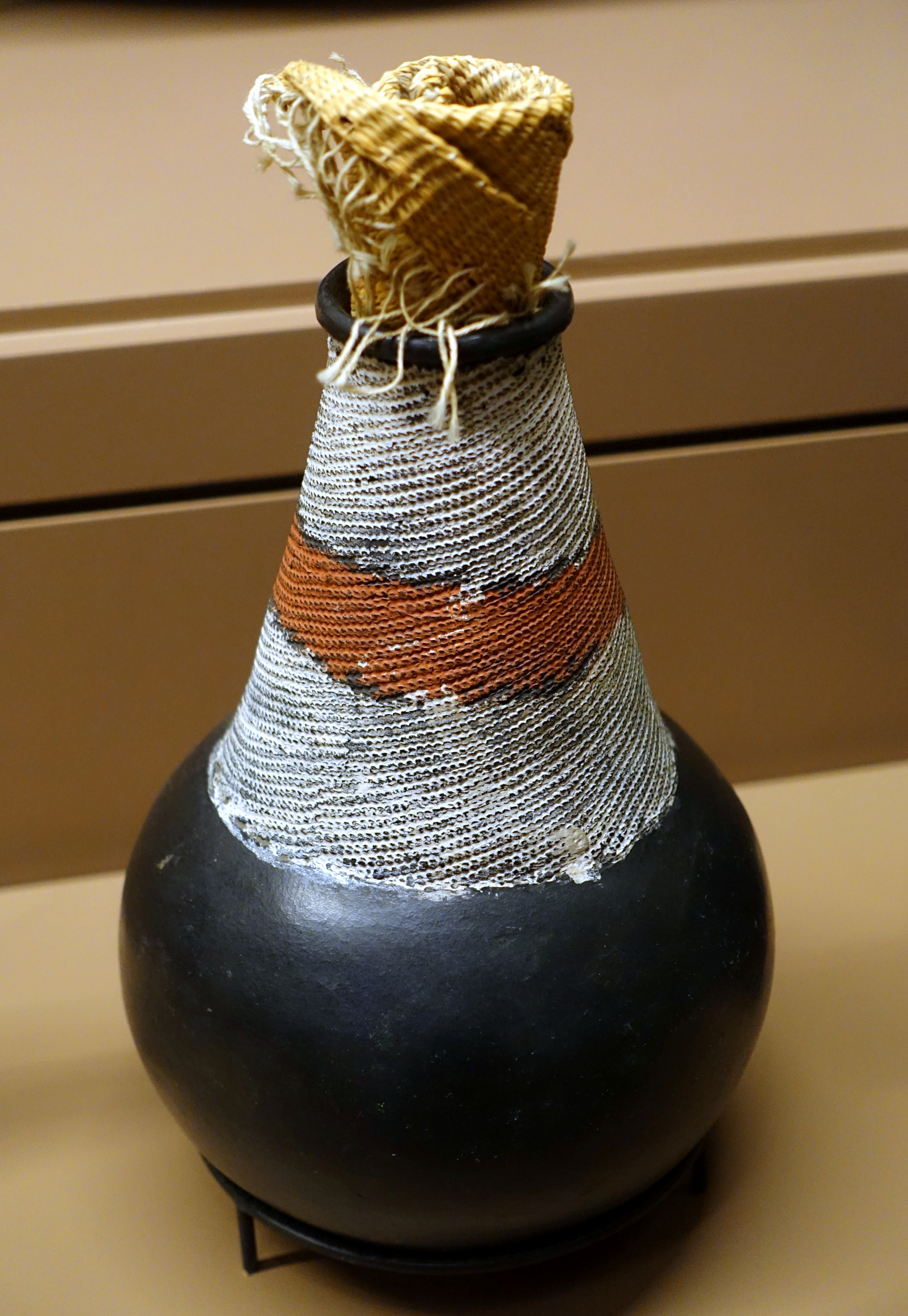
Jarra de agua o leche, pueblo ganda, Uganda, principios del siglo XX, arcilla, grafito, pigmentos naturales, rafia - Museo Nacional de Historia Natural, Estados Unidos de América.

Las tierras dominadas por los kintu recibieron a grupos de pastores de bóvidos que se fueron integrando a los nuevos reinos. Se menciona la llegada de 35 clanes del grupo Kimera que en distintas oleadas abandonaron el vecino reino de Bunyoro. Se establecieron bajo dominio ganda pero con autonomía. Ofrecieron esposas al kabaka para así tener la posibilidad de que un hijo de estas accediera algún día al trono.
En la segunda mitad del siglo XVI el reino rival,  Bunyoro,  invadió al de Buganda y el  kabaka (rey) Nakinge de los ganda murió en combate. Buyoro se convirtió en el reino dominante de Uganda, pero Buganda mantuvo su autonomía. A comienzos del siglo XVII el reino de los ganda recobró vitalidad, destacando sus plantíos de bananos y el comercio en torno a este producto. Los hima, pastores de rebaño pasaron a integrarse al pueblo ganda ejerciendo cierto dominio sobre el reino. Con el tiempo ambos pueblos se integraron.
Entre los siglos XVII y XVIII centralizaron aún más el poder del kabaka y comenzaron una estrategia de conquista de pueblos vecinos, incluidos otros clanes hima y el pueblo sese, constructor de canoas. La expansión llegó a duplicar su territorio a finales del siglo XVIII. En los pueblos conquistados sustituían a los jefes locales por mandos militares bajo control directo de kabaka para asegurar la lealtad y la recolección de tributos (alimentos).
Con la anexión de Bunyoro de Buddu, al suroeste, así como partes de Busoga (Soga), al noreste, el reino de los ganda quedó en contacto con nuevas rutas comerciales costeras en territorio de la actual Tanzania, al sur y al este. Esto transmitió poder y riqueza adicionales al kabaka. Las redes comerciales regionales en desarrollo aumentaron aún más la competencia entre Buganda y Bunyoro a fines del siglo XIX.
Para el siglo XIX el reino Buganda de los ganda era considerado el más poderoso de África oriental. Estaba liderado desde 1856 por el kabaka Mutesa I (finales de la década de 1830 – 1884). Durante su reinado, Mutesa I proveyó a los ganda de armas de fuego que compraba a mercaderes árabes de la Costa Suajili y Zanzíbar. A cambio entregaba marfil y esclavos.
A pesar de su poder, el reino Buganda no abarcó a todos los territorios de habla ganda o luganda, al dejar formalmente con autonomía a los reinos de Busoga y Kisiba.

### Contacto con los europeos

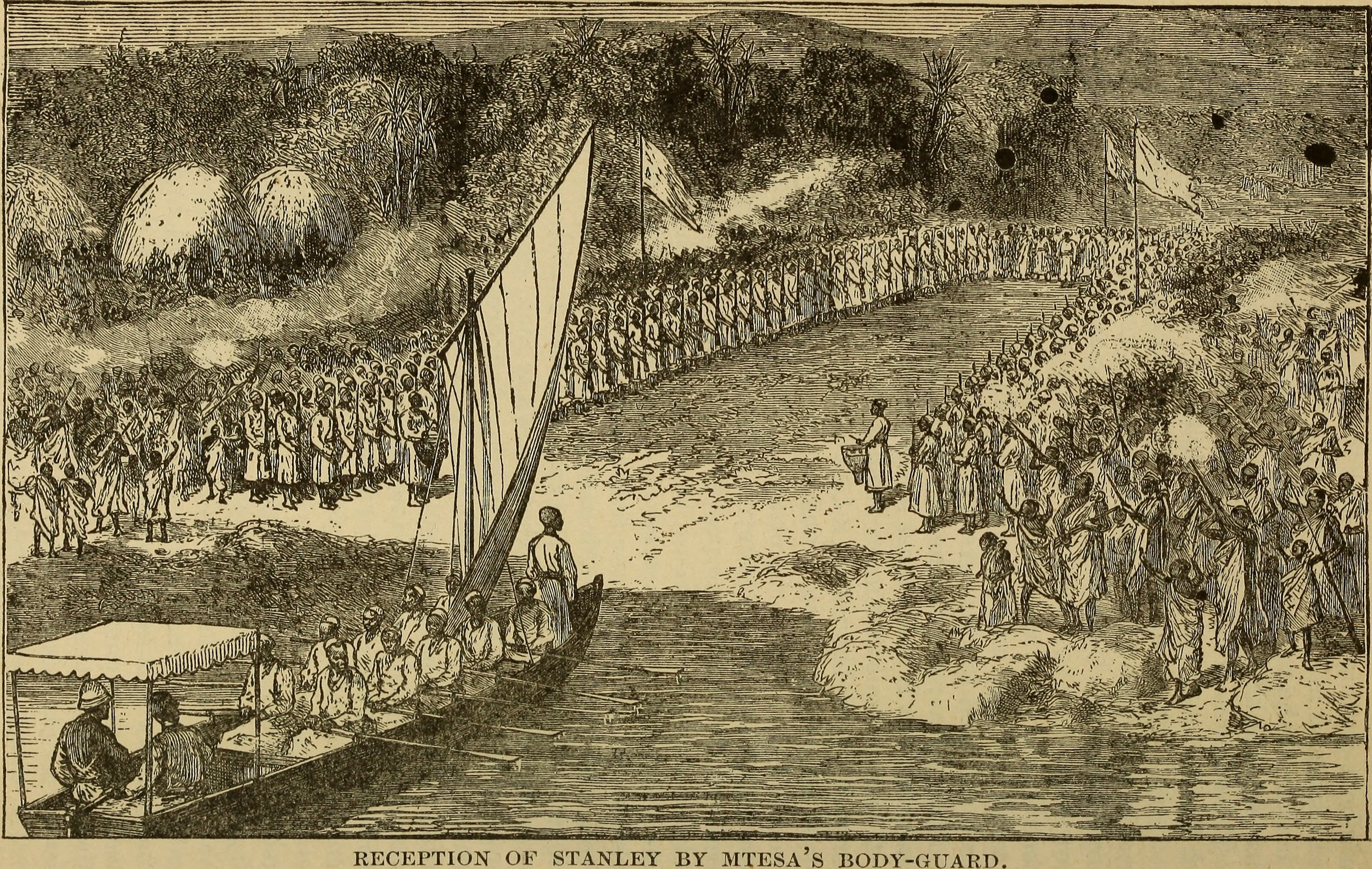
Exploración de Henry orton Stanley en los lagos dominados por el pueblo ganda.

Los primeros visitantes europeos que tuvo el pueblo ganda fueron, John Hanning Speke (1827-1864), en 1862, y Henry Morton Stanley (1841-1904), en 1875. Ambos exploradores se reunieron con Mutesa y quedaron muy impresionados por él y por la organización del reino y la fuerza militar. Mientras estaba en Buganda, el explorador británico Stanley fue testigo del poderío militar del reino. Observó que 125.000 soldados partían con el propósito de una sola misión. Las tropas debían reunirse con una flota de 230 canoas de guerra, solo una parte de la marina real de Buganda.
Stanley sugirió la llegada de misioneros cristianos para mejorar las relaciones con Europa e incentivar los intercambios. Pedido al que accedió Mutesa I pero que trajo un conflicto religioso con los comerciantes musulmanes que proveían de armas al reino. Primero se estableció una lucha por la supremacía de las nuevas religiones que intentaban sustituir a las creencias étnicas. Luego una alternancia en el poder entre grupos cristianos y musulmanes del pueblo ganda. Tras la llegada de las fuerzas coloniales la supremacía cristiana se consolidó, pero surgieron conflictos político-religiosos entre ingleses (protestantes) con alemanes y franceses que apoyaban a la Iglesia católica.

### La época colonial

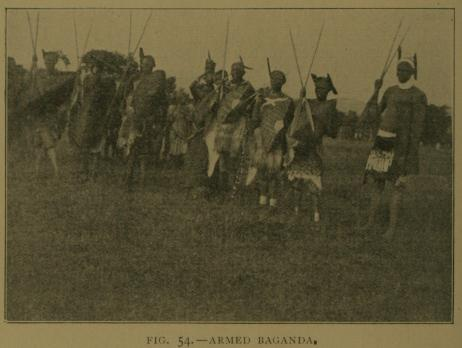
Guerreros buganda, fotografía tomada aproximadamente en el año 1910

La formación del protectorado británico de Uganda en 1894 transformó al país. Igualmente los ganda, a través del reino Buganda mantuvieron, no sin conflictos, buenas relaciones con los británicos a lo largo de la época colonial. Al principio del protectorado británico, por ejemplo, el Acuerdo de Buganda de 1900 otorgó vastas propiedades territoriales y cierta autonomía a Mwanga (c. 1866-1903), el kabaka o rey de Buganda. A cambio, Mwanga ayudó a los británicos dotando a la policía colonial de efectivos nativos de la etnia ganda, que también administraban la ley y recaudaban impuestos para la administración británica.
En 1952 la etnia ganda obtuvo del gobernador británico Andrew Cohen (1909-1968) el control mayoritario de su legislatura, además del manejo de las políticas en materia de educación, agricultura y salud. En 1983 la oposición de los ganda a adherirse a la Federación de África Oriental (junto a Kenia y Tanganika), los ingleses deportaron a Gran Bretaña al kabaka Mutesa II (1939-1969) que regresaría al trono en 1955.

### Independencia de Uganda
Tras la independencia de Uganda en 1962, el reino de Buganda se mantuvo como tal dentro del nuevo país. El kabaka Mutesa II asumió el cargo de presidente del país, consolidando una alianza de la etnia ganda con la nyoro, representada por el primer ministro Milton Obote. Al mismo tiempo, junto con los reinos históricos de Bunyoro, Ankolé, Toro y Busoga, los ganda desde Buganda formaron un estado federal bajo protectorado de Uganda. Pero las disputas entre los monarcas desestabilizaron el territorio. En 1966 el primer ministro Milton Obote tomó el palacio real y el kabaka del pueblo ganda huyó al Reino Unido.

## Organización política y social

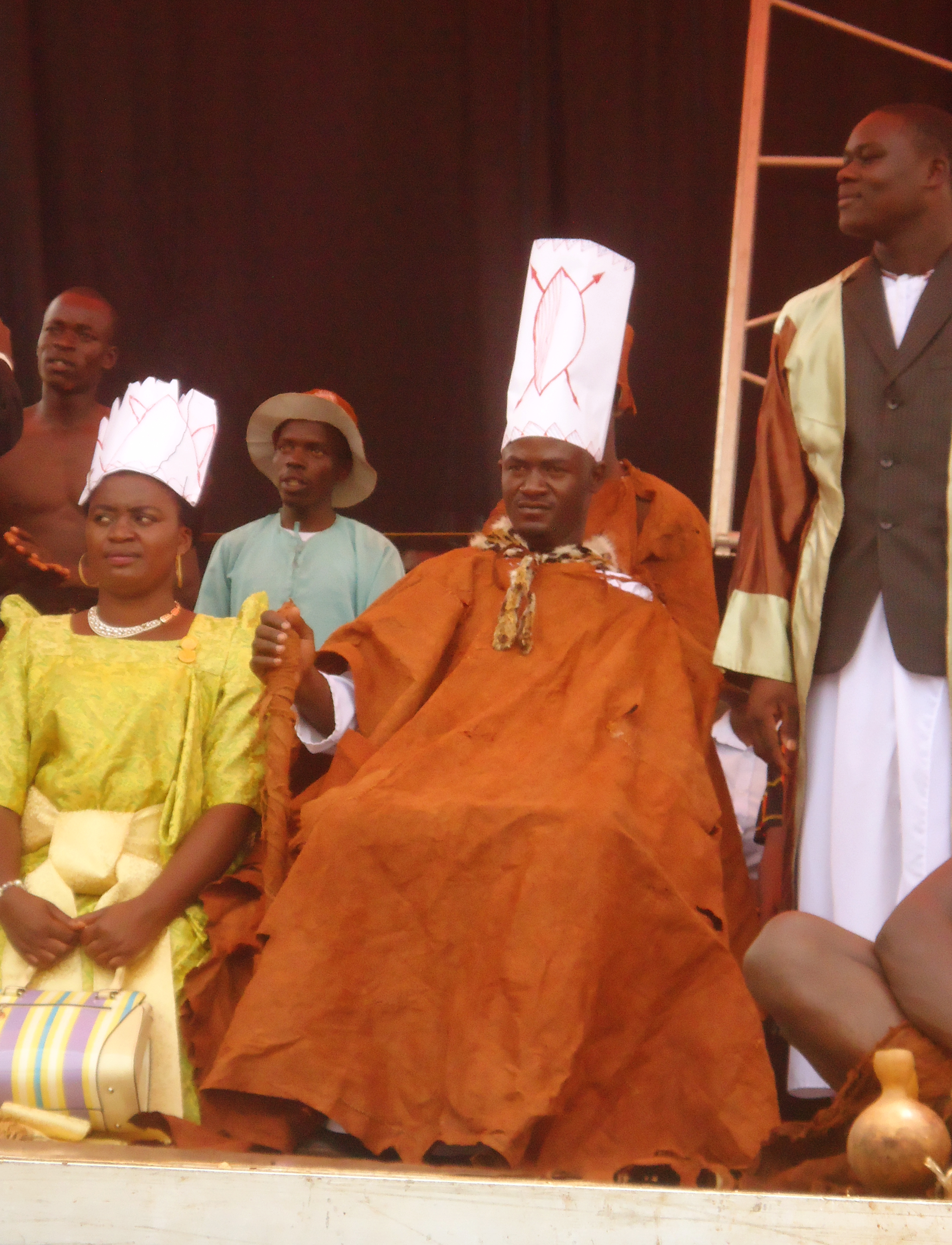
Kabaka en su trono

### Kabaka
En general, si un líder se volvía lo suficientemente poderoso, asumiría el título de jefe o rey. Lo que en el  contexto de la evolución de los estados nativos africanos, a menudo significaba aproximadamente: "el jefe de los hombres". Llegado a esa dignidad, la sociedad asumía la forma organizativa de un reino con un monarca. Las monarquías estaban ampliamente distribuidas por África siendo la de los ganda de las más relevantes junto con la asante y kongo.
Kabaka era el título que otorgaba el pueblo ganda a sur monarca en el reino de Buganda. En el siglo XIV Sekabaka Kintu fue el primero a quien se otorgó tal dignidad. Tenía autoridad suprema, pero no se lo consideraba divino ni sagrado. Nombraba gobernantes regionales (bakungu) a los que podía deponer o transferir a voluntad. Contaba con un grupo de oficiales (mutongole), encargados de tener al kabaka informado de lo que hacían sus gobernantes delegados. Gobernaban de por vida ya que no había un sistema que legal que pudiera deponerlo. El cargo no era heredado por el primogénito. Una vez fallecido el kabaka, un consejo de ancianos elegía sucesor a un hombre cuyo padre o abuelo fuer kabaka.
Debido a que los ganda no practicaba la primogenitura, un consejero sénior mayor seleccionaba al nuevo rey de entre los hombres cuyo padre o abuelo había sido un kabaka. Una vez seleccionado, el kabaka gobernaba de por vida, ya que el sistema no proporcionaba forma de deponerlo. Las guerras sucesorias se agudizaron con el aumento de la corte y sus posibles candidatos a ocupar el trono. Especialmente entre los siglos XVI y XVII una serie de guerras e intrigas sumieron a Buganda en la inestabilidad. Durante la época colonial se instituyó el lukiko (consejo de jefes) para fiscalizar las acciones del kabaka.

### Clanes
El sistema de clanes es fundamental para su cultura. Un clan representa un grupo de personas que pueden rastrear su linaje hasta un ancestro común en el pasado. El linaje en el pueblo ganda se transmite a lo largo de líneas patrilineales. Tienen un concepto amplio de  familia donde todos los miembros de un clan se consideran hermanos y hermanas, independientemente de cuán alejados unos de otros estén en términos de lazos de sangre.

### Poblados y aldeas

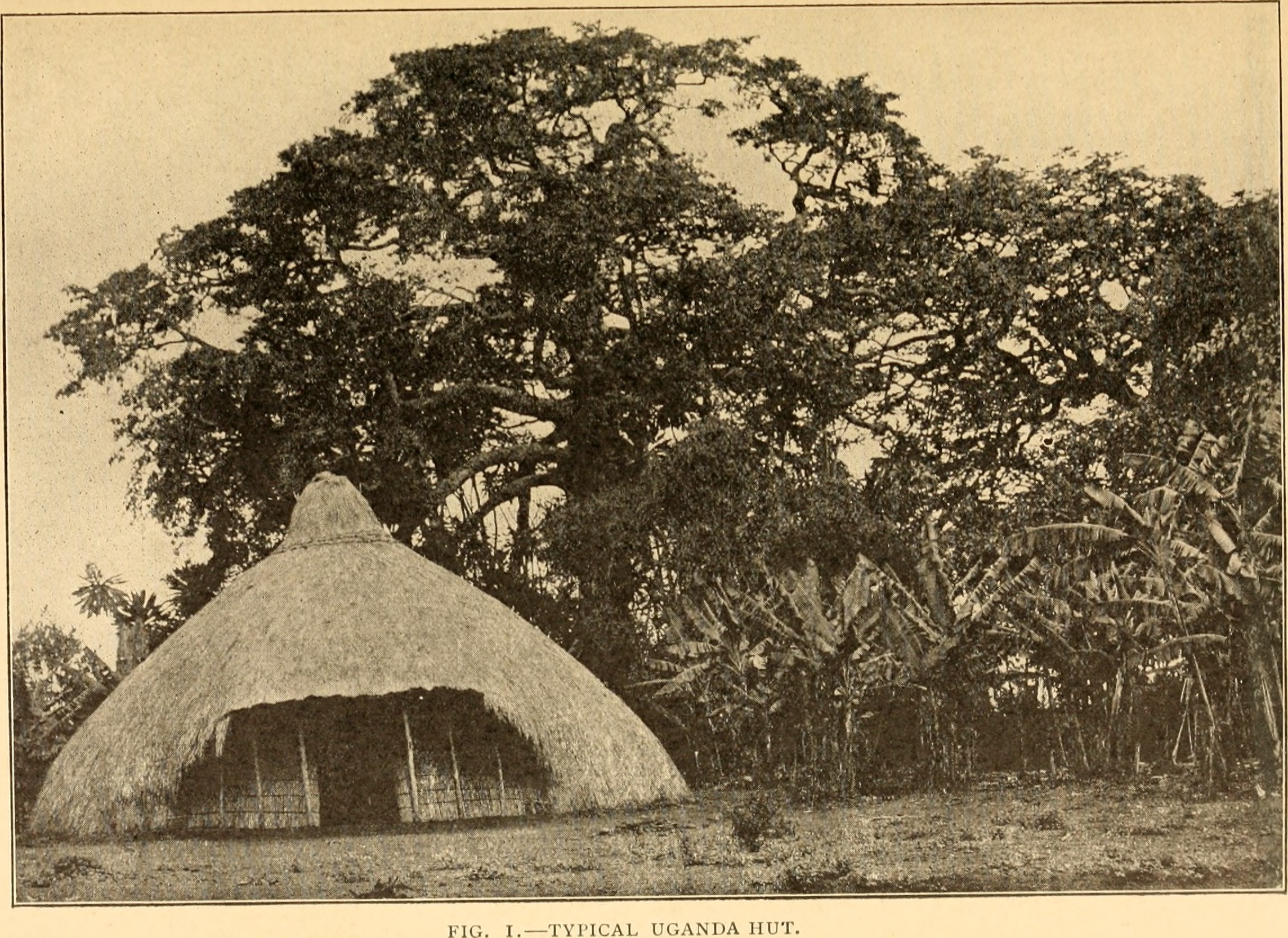
Vivienda tradicional ganda (1911)

Durante la existencia del reino de Buganda, la población ganda se distribuía en aldeas agrícolas (byalo), formadas por hogares familiares individuales que estaban rodeados por parcelas de tierra (kibanja). La kibanja generalmente incluía una plantación de plátanos, una parcela de tierra para la cría de pollos y cabras, y otra parcela cultivada con cultivos como tabaco, frijoles, mijo, batatas, maíz y desde el siglo XVI se agregó el maní. Los hombres debían limpiar la kibanja que posteriormente cultivarían las mujeres. Solían construir los poblados en las colinas, agrupando entre 30 y hasta 80 viviendas.
Como pueblo sedentario estaban muy  vinculados a su territorio. Por lo tanto sus asentamientos solían ser estables y densamente poblados. Este patrón fomentó la construcción de senderos en todo el reino. También utilizaron canoas para desplazarse por el  lago Victoria, lo que les ayudó a defender su territorio contra los invasores terrestres y agregó otra línea de comunicación interna.

## Cultura

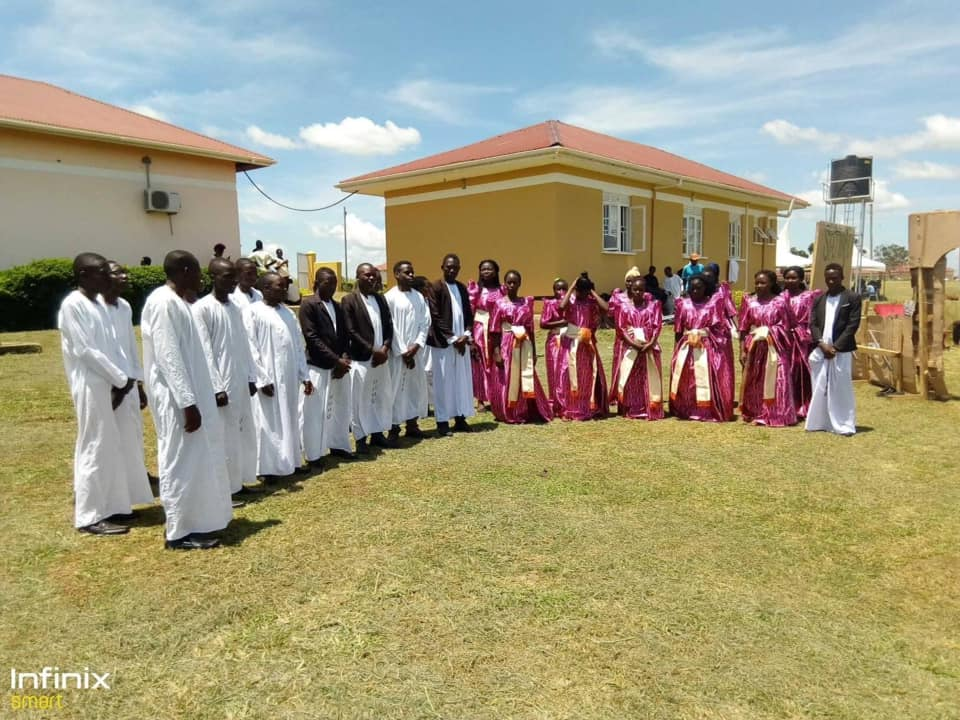
Vestido ceremonial con el kanzu suajili masculino y el ggomeesi de las mujeres

### Música
El pueblo ganda apreciaba la música y fabricó una amplia variedad de instrumentos. Entre ellos flautas, trompetas, tambores, xilófonos, arpas, violines y liras. Los tambores eran especialmente importantes porque estaban asociados con los espíritus y la realeza. Había dos tipos de tambores en la cultura ganda, ambos hechos con troncos de árboles. Uno era largo y delgado con una piel de lagarto estirada sobre un lado; el otro era más grande y tenía pieles de vacuno en ambos lados. El kabaka poseía una gran colección de casi un centenar de tambores reales (mujaguzo), presididos por un guardián especial, llamado kawuka.

### Ceremonias

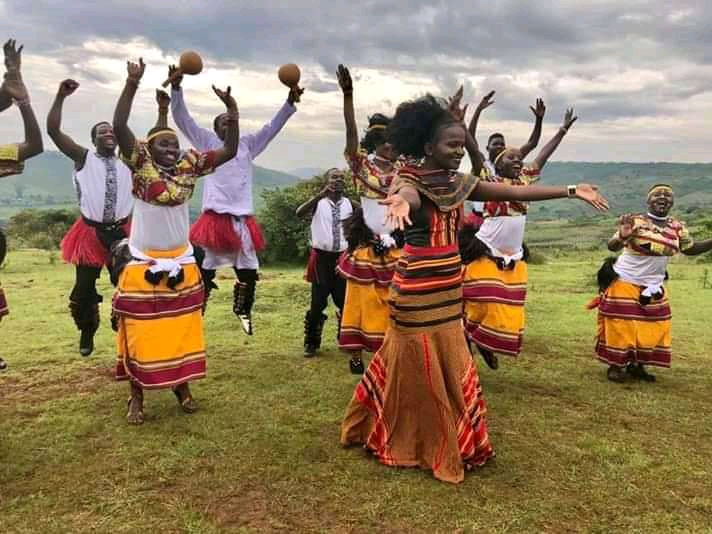
Celebración ganda femenina

#### La fiesta nacional
Se menciona una fiesta nacional donde el kubaka realzaba su figura con ropajes vistosos y ocupando un sitial central en la misma. Presidía un sacrificio que consistía en la ofrenda de nueve hombres, nueve mujeres,  y el mismo número de vacas, cabras, gallinas, telas y cargamentos de caurís. Aparentemente el número 9 tenía un valor simbólico o sagrado muy potente para los ganda.

#### Muerte del kabaka

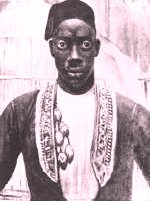
Mutesa I

El kabaka no tenía heredero por progenitura. Para dar tiempo a la elección de sucesor entre sus hijos o los nietos de otro kabaka, su muerte a veces se ocultaba a la población, en ocasiones por más de un año. Tras el fallecimiento se cumplían rituales y las aldeas estaban de luto, limitando o paralizando sus actividades. Se extraían partes del cuerpo del rey muerto para emplearlas en futuras ceremonias especiales. En su tumba se colocaba abundante comida y bebida para la vida futura. Junto a él se enterraban a sus esposas, esclavos, siervos, prisioneros, algunos súbditos y también cabezas de ganado.

## Economía

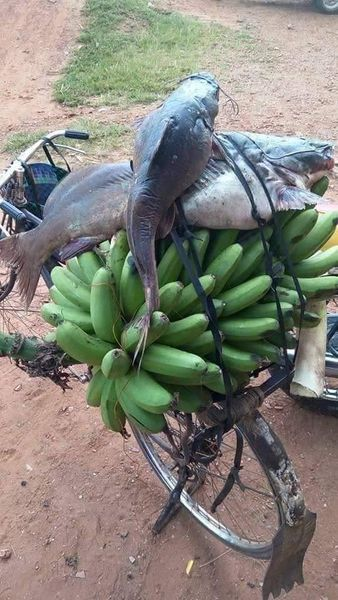
Plátanos y pescado, elementos básicos de la cocina del pueblo ganda

El pueblo ganda fue originariamente agricultor. Pero su expansión lo llevó a absorber colectivos de cazadores y pastores de ganado. Su economía fue ganando complejidad y diversificándose a lo largo del tiempo. La pesca aportó alimentos y posibilidades comerciales a las comunidades asentadas sobre los lagos.

### Caza
La actividad tenía distintos objetivos. Para alimentos se perseguían antílopes, cerdos salvajes y búfalos. Para obtener piel se capturaban leopardos y finalmente para el comercio de marfil se mataban elefantes.

### Agricultura
La mayoría de las grandes explotaciones agrícolas del pueblo ganda estaba destinada a bananos y plátanos. Cultivaban al menos 100 variedades, siendo los principales plátanos para cocinar (bitoke), plátanos para cerveza (mbidde) y plátanos para asar (ggonja). También explotaron plantaciones de caña de azúcar, café, hortalizas  y algodón.

### Ganadería
El pastoreo existe, pero no alcanza ni el volumen ni el prestigio  cultural que en los otros pueblos de lengua nilótica de pastores de ganado vacuno.

### Pesca
Son constructores de canoas con las que explotan la riqueza pesquera de los lagos y la utilizan para comerciar con las poblaciones del interior. Uno de los caladeros principales se encuentra en las islas Sese.  En la antigüedad la construcción de canoas también tenía fines bélicos.

### Textil
Antes de la llegada del tejido el pueblo ganda obtuvo fama de notables productores de textiles a base de corteza de árbol. Vestían, por ejemplo, telas de corteza de árbol durante las ceremonias en honor a los antepasados.

### Artesanos
El pueblo ganda tenía en alta estima a sus artesanos. Solían recompensar sus contribuciones con cargos gubernamentales en el reino de Buganda, así como con grandes extensiones de tierra.

## Religión

### Espiritualidad en la tradición ganda
La religión nativa consistía principalmente en el culto a los antepasados, la creencia en un ser supremo, así como en un grupo de espíritus y deidades cuyos rituales dirigían especialistas religiosos.
Se practica una devoción a un dios creador al que se lo llama el “Eterno”. Es padre de hombres, espíritus y divinidades menores.
Los espíritus se dividen en tres grandes categorías:
Mizimu: espíritus de los ancestros que habitan alrededor de la familia.
Misambwa: anidan en la naturaleza (ríos, árboles, rocas, etc.) y se relacionan con clanes o regiones geográficas.
Balubaale: Figuras y héroes míticos del pueblo ganda. Se cuentan hasta 73 entre los que destacan Mukasa (divinidad de los mares y lagos), Walumbe (espíritu de la muerte), Kibuka (espíritu de la guerra) y Kintu, el gran kabaka y fundador del pueblo. 

### Rivalidad religiosa (cristianos - musulmanes)

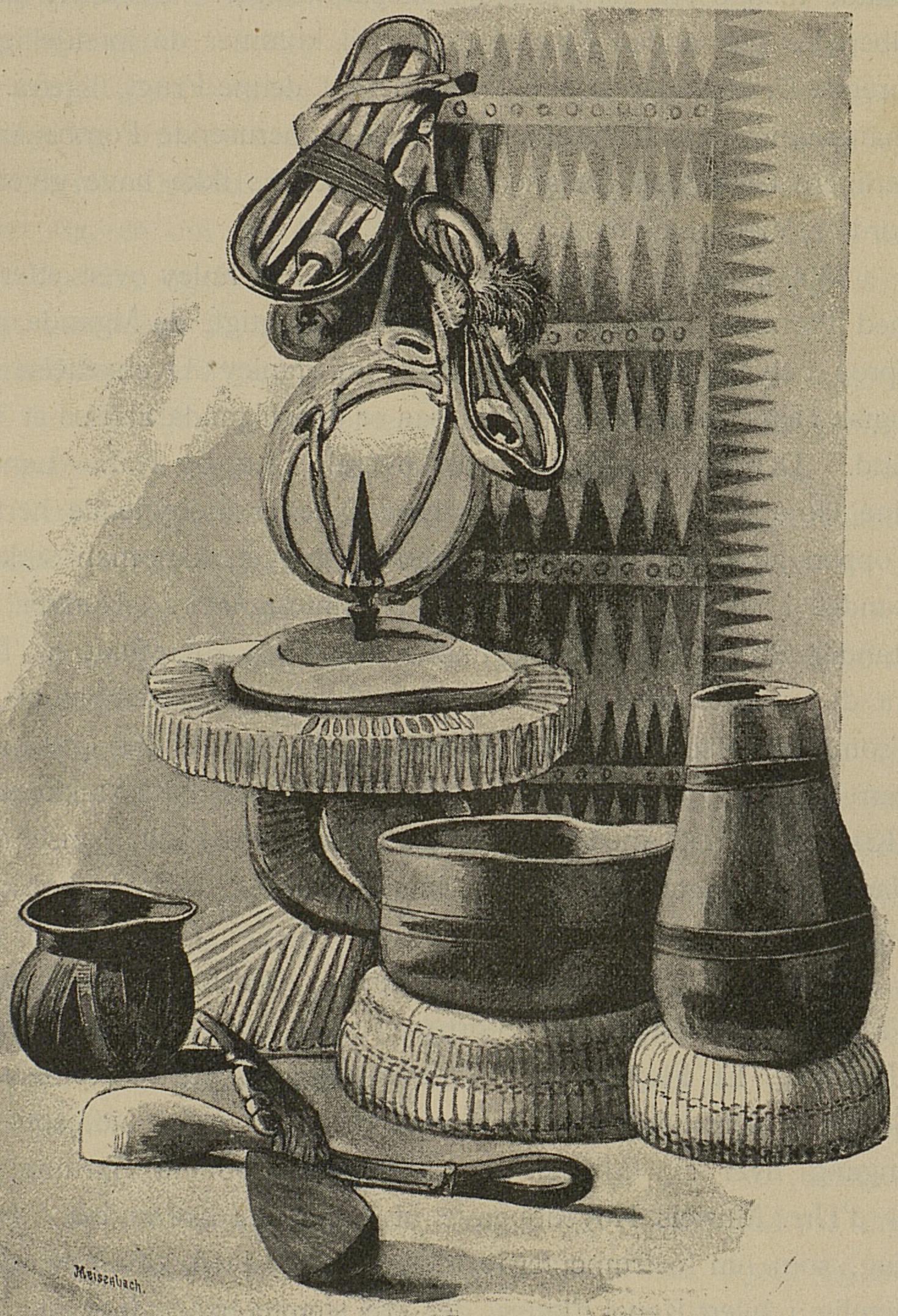
"Equipo del Waganda", de: La expedición alemana Emin Pascha, alrededor de 1891 (ilustración).

Para ampliar sus redes comerciales a Europa, el pueblo ganda aceptó a través de Mutesa I la llegada de misioneros cristianos, sugerida por el explorador Stanley. Así llegó en 1877 la Sociedad Misionera de la Iglesia protestante estableció una misión, y poco después también llegó la Sociedad Católica de Misioneros de África, conocida como los Padres Blancos. Estos grupos, junto con los comerciantes musulmanes de la costa, convirtieron con éxito a un gran número de miembros del pueblo ganda, a la vez que comenzó una lucha religiosa entre cristianos y musulmanes para convertirse en religión predominante de Buganda. Mutesa evitó la conversión, eligiendo en cambio enfrentar a los tres bandos entre sí para obtener armas y otros recursos que necesitaba para expandir las fronteras de Buganda.
La presencia islámica quedó materializada en la construcción de mezquitas y al introducción del kanzu o túnica suajili. Tras la muerte de Mutesa, en 1884, su hijo Mwanga II (c. 1866-1903) ascendió al trono. Mwanga intentó sin éxito prohibir todas las religiones extranjeras y posteriormente fue depuesto y exiliado en 1888. La guerra civil que siguió vio la breve victoria de las fuerzas musulmanas, que luego fueron derrotadas por los cristianos, que restauraron Mwanga. En sus intentos de suprimir la religión extranjera, Mwanga ejecutó a varios miembros de la corte que eran católicos convertidos. (En 1964, la Iglesia Católica canonizó a estas víctimas como santas, en parte debido a los esfuerzos del arzobispo ugandés Joseph Kiwanuka (1899-1966).

### Confesiones religiosassigloXXI
La sociedad moderna tras la independencia asentó las religiones extranjeras. Aproximadamente el 67% de los ganda de Uganda son cristianos, el 31% musulmanes, un 1% ateos y otro 1% manifiesta continuar con las tradiciones espirituales ancestrales de la etnia.
Dentro de la religión cristiana, un 60% está adherido a la Iglesia católica, un 30% a la anglicana y un 10% en otras confesiones del cristianismo.